# Rachel Carson
Rachel Louise Carson (Springdale, Pensilvania, EE. UU., 27 de mayo de 1907-Silver Spring, Maryland, EE. UU., 14 de abril de 1964) fue una bióloga marina, conservacionista y escritora estadounidense que, a través de la publicación de Primavera silenciosa en 1962 y otros escritos, contribuyó a la puesta en marcha del moderno movimiento ecologista.
Carson comenzó su carrera como bióloga y escritora en el U.S. Bureau of Fisheries. Trabajó en el Bureau de 1936 a 1952 y finalmente fue jefa de redacción para sus publicaciones. Además escribió libros en su tiempo libre. Su obra The Sea Around Us fue elogiada por críticos y lectores y supuso un gran éxito de ventas. Por esta obra ganó el National Book Award de 1952 en la categoría libro no ficción. El éxito de The Sea Around Us le permitió a Carson pedir el despido en su puesto de trabajo en el Bureau of Fisheries en 1952 y dedicarse exclusivamente a escribir libros. Además, este libro la hizo conocida en todo el mundo. Su siguiente libro, The Edge of the Sea, y la reedición revisada de su primer libro, Under the Sea Wind, también fueron superventas. Esta trilogía explora la vida en los océanos desde las costas hasta las profundidades.
En 1957 Carson fue contratada por la National Audubon Society, una organización ecologísta, para investigar las consecuencias del uso de DDT y otros pesticidas sintéticos y desde entonces se dedicó a escribir sobre este tema. El resultado fue el libro Primavera silenciosa de 1962, el cual llevó a un nivel sin precedentes la preocupación sobre el medio ambiente en la conciencia colectiva de la sociedad estadounidense. También tenía consecuencias legales: En 1975 cada una de las sustancias químicas tóxicas mencionadas en el libro o estaba prohibida en EE. UU. o su uso estaba severamente restringido en este país. Además el libro fue leído en muchos otros países y ayudó a establecer la sensibilidad para el medioambiente allí. Primavera silenciosa se encontró con la feroz oposición de empresas químicas. Sin embargo, inspiró un movimiento ambiental de base y llevó a la creación de la Agencia de Protección Ambiental de los Estados Unidos en 1970. Carson fue premiada a título póstumo con la Medalla Presidencial de la Libertad por Jimmy Carter en 1980.

## Biografía

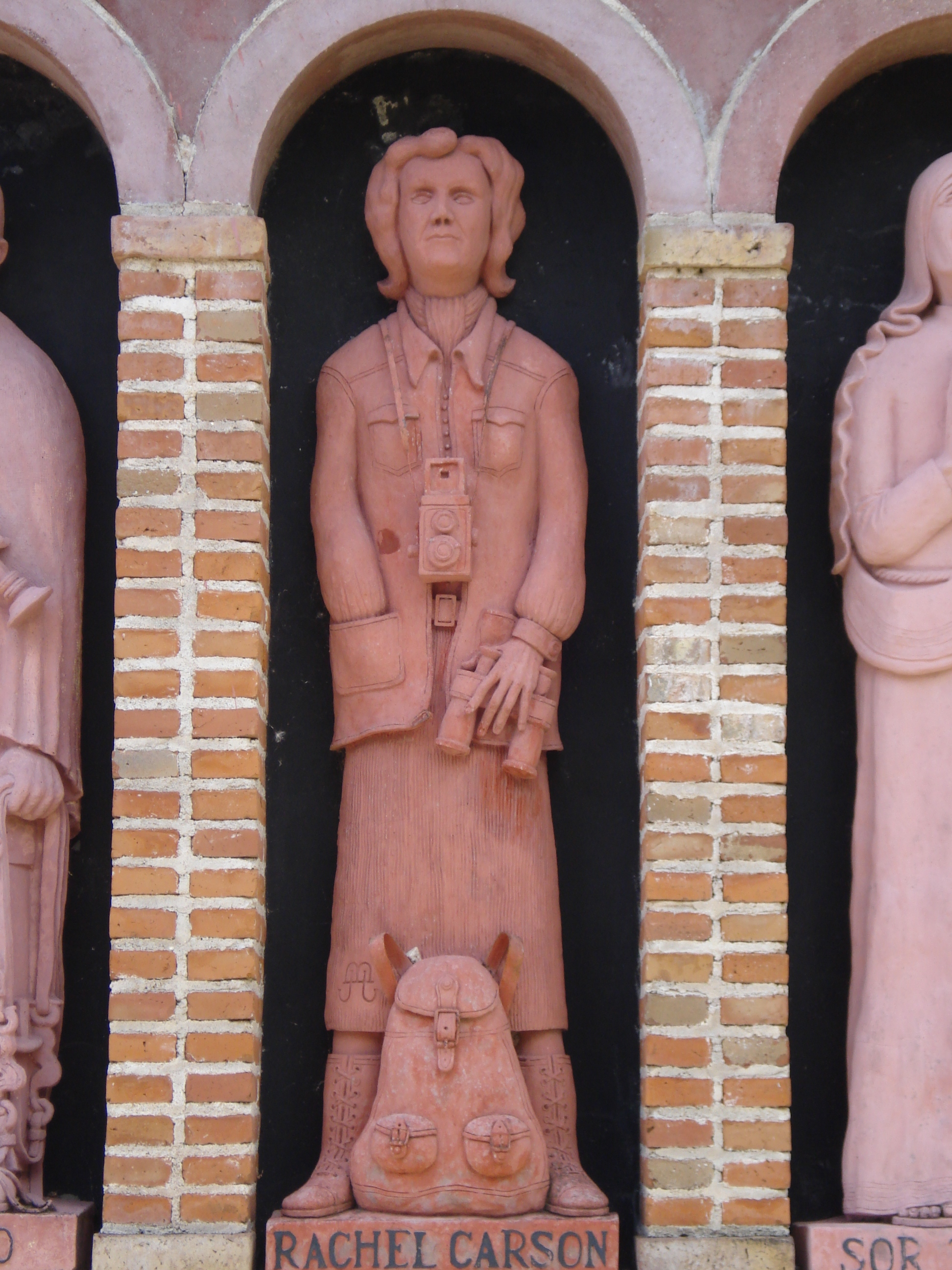
Estatua de Rachel Carson en la fachada del Museo Rocsen.

Vivió sus primeros años en la granja de su familia en Springdale, Pensilvania, justo a orillas del río Allegheny. Desde muy joven fue una ávida lectora y pasaba su tiempo libre explorando las veintiséis hectáreas de la granja familiar.
Comenzó a escribir historias a los ocho años (normalmente relacionadas con animales) y publicó su primera historia en la revista St. Nicholas Magazine a los once años. Disfrutaba leyendo esa revista además de los trabajos de Beatrix Potter y las novelas de Gene Stratton-Porter. A los diez años ya había leído a Herman Melville, Joseph Conrad y Robert Louis Stevenson. El mundo natural, en particular el océano, era el tema común de su literatura favorita.
Carson asistió al colegio Springdale hasta el décimo curso y después completó la escuela secundaria en el cercano Instituto Parnassus de Pensilvania en 1925, graduándose la primera de su promoción entre otros cuarenta y cinco estudiantes.
En el Pennsylvania College for Women (actualmente Universidad de Chatham), al igual que en la escuela secundaria, llevaba una vida solitaria. Impulsada por sus inquietudes literarias, inició un major en Lengua y literatura inglesa, pero enseguida cambió la especialidad de sus estudios por Biología, aunque siguió colaborando para el suplemento literario del periódico estudiantil. Aunque fue admitida para acceder a la Universidad Johns Hopkins, fue obligada a permanecer en el Pennsylvania College for Women otro año más debido a dificultades económicas. Finalmente se graduó magna cum laude. Después de un curso de verano en el Marine Biological Laboratory, continuó sus estudios en Zoología y Genética en la Universidad Johns Hopkins en el otoño de 1929.
Formada como bióloga, continuó estudiando su maestría en Zoología que terminó en junio de 1932. Habría intentado estudiar un doctorado, pero en 1934 Carson se vio obligada a dejar la Universidad Johns Hopkins para tomar un puesto de profesora a tiempo completo para ayudar a la economía familiar.
En 1936, tras la muerte de su padre, entró al servicio de la Administración Estadounidense de Pesca y Vida Salvaje (U. S. Fish and Wildlife Service), para la que ejerció como autora de textos divulgativos, incluidos guiones radiofónicos. Publicó muchos artículos y varios libros sobre temas marinos, que llegaron a tener mucho éxito entre los críticos y el público general. 
Habiéndose mudado por razones familiares al campo de Maryland empezó a observar los devastadores efectos que los pesticidas, sobre todo el DDT, tenían sobre la vida silvestre. Animada también por el hecho que funcionarios, científicos y activistas habían desarrollado la misma preocupación, inició la elaboración de su obra más influyente, Primavera silenciosa, que vio la luz al cabo de cuatro años, en 1962. Es notable la oposición que recibió aún antes de su publicación, tanto por instancias oficiales como por la industria, llegando a ser acusada de comunista. El libro tuvo una enorme influencia, proporcionando unidad y fuerza a lo que hasta entonces era una conciencia incipiente y dispersa, ayudando a que se cristalizara el movimiento ecologista.
Carson murió a los cincuenta y seis años por un cáncer de mama, antes de ver realizadas las consecuencias que contribuyeron al cambio en la legislación y en la conciencia pública. En este último sentido, su obra marca el momento en que socialmente se comprende que la naturaleza es un todo complejo, cuyas partes están intrincadamente relacionadas y que las consecuencias indirectas de cualquier acción, también para la salud humana, son difíciles de predecir y deben ser vigiladas. La mayor crítica que ha recibido confirma precisamente este punto de vista; se refiere a que la prohibición del uso del DDT dio lugar a una recuperación de las elevadas tasas de morbilidad por malaria anteriores a su introducción, lo cual generó un fuerte debate mediado por intereses económicos, sociales y ambientales.
En todo caso, la obra y el testimonio de Rachel Carson ayudaron a la creación, años después de su muerte, de la Agencia de Protección Ambiental de Estados Unidos (Environmental Protection Agency), a controlar el uso del DDT y de otros pesticidas, a la celebración del Día de la Tierra, a las leyes que se dictaron en muchos países del planeta sobre pesticidas, insecticidas, fungicidas, rodenticidas y productos similares y al desarrollo del movimiento filosófico y político que hoy es conocido como ecologismo.

## Primavera silenciosa
Primavera silenciosa, el libro más influyente de Carson, fue publicado por Houghton Mifflin el 27 de septiembre de 1962. El libro describía los efectos nocivos de los pesticidas en el medio ambiente y se le atribuye el mérito de ayudar a lanzar el movimiento ecologista. Carson no fue la primera ni la única persona que expresó su preocupación por el DDT, pero su combinación de "conocimientos científicos y escritura poética" llegó a un público amplio y ayudó a centrar la oposición al uso del DDT. En 1994, se publicó una edición de Primavera silenciosa con una introducción escrita por el vicepresidente estadounidense Al Gore. En 2012 Primavera silenciosa fue designada Hito histórico nacional de la química por la American Chemical Society por su papel en el desarrollo del movimiento ecologista moderno.

### Investigación y escritura
A partir de mediados de la década de 1940, Carson empezó a preocuparse por el uso de pesticidas sintéticos, muchos de los cuales se habían desarrollado gracias a la financiación militar de la ciencia desde la Segunda Guerra Mundial. Sin embargo, el programa de erradicación de la polilla Lymantria dispar, conocida como lagarta peluda, del Gobierno federal de Estados Unidos en 1957 impulsó a Carson a dedicar su investigación y su siguiente libro a los pesticidas y venenos ambientales. El programa contra la polilla lagarta peluda incluía la fumigación aérea con DDT y otros pesticidas (mezclados con fueloil), incluida la fumigación de terrenos privados. Los terratenientes de Long Island presentaron una demanda para que se detuviera la fumigación, y muchas personas de las regiones afectadas siguieron el caso de cerca. Aunque la demanda se perdió, el Supreme Court concedió a los demandantes el derecho a obtener medidas cautelares contra posibles daños medioambientales en el futuro; esto sentó las bases para posteriores acciones medioambientales que tuvieron éxito.
La Audubon Naturalist Society también se opuso activamente a dichos programas de fumigación y reclutó a Carson para que ayudara a hacer públicas las prácticas exactas de fumigación del Gobierno y las investigaciones relacionadas. Carson comenzó el proyecto de cuatro años de lo que se convertiría en Primavera silenciosa recopilando ejemplos de daños ambientales atribuidos al DDT. También intentó que otros se unieran a la causa, como el ensayista E. B. White y varios periodistas y científicos. En 1958, Carson había llegado a un acuerdo para la publicación de un libro y planeaba escribirlo junto con Edwin Diamond, periodista científico de Newsweek. Sin embargo, cuando The New Yorker encargó a Carson un largo y bien pagado artículo sobre el tema, empezó a plantearse escribir algo más que la introducción y la conclusión, como estaba previsto; pronto se convirtió en un proyecto en solitario. (Diamond escribiría más tarde una de las críticas más duras de Primavera silenciosa).
A medida que avanzaba su investigación, Carson se encontró con una importante comunidad de científicos que estaban documentando los efectos fisiológicos y medioambientales de los pesticidas. También aprovechó sus contactos con muchos científicos del Gobierno, que le proporcionaron información confidencial. Leyendo la literatura científica y entrevistando a científicos, Carson encontró dos campos científicos en lo que se refiere a los pesticidas: los que descartaban el posible peligro de la fumigación con pesticidas salvo pruebas concluyentes y los que estaban abiertos a la posibilidad de daños y dispuestos a considerar métodos alternativos como el control biológico de plagas. También encontró un apoyo significativo y amplias pruebas de un grupo de horticultores orgánicos, su asesor, el Dr. Ehrenfried Pfeiffer, otros contactos, y su conjunto de acciones legales (1957-1960) contra el Gobierno de Estados Unidos. Según una investigación reciente de Paull (2013), esta puede haber sido la fuente principal y (por razones estratégicas) no acreditada del libro de Carson. Marjorie Spock y Mary T. Richards de Long Island, Nueva York, impugnaron la fumigación aérea con diclorodifeniltricloroetano (DDT). Recopilaron sus pruebas y las compartieron con Carson, quien las utilizó, junto con sus amplios contactos y las transcripciones del juicio, como aportación principal para Primavera silenciosa. Carson escribió sobre el contenido como "una mina de oro de información" y dice: "Me siento culpable por la masa de su material que tengo aquí" y hace múltiples referencias a Pfeiffer y a su correspondencia.
En 1959, el Servicio de Investigación Agrícola del USDA respondió a las críticas de Carson y otros con una película de servicio público, Fire Ant on Trial; Carson la calificó de "flagrante propaganda" que ignoraba los peligros que la fumigación con pesticidas (especialmente dieldrina y heptacloro) suponía para los seres humanos y la vida salvaje. Esa primavera, Carson escribió una carta, publicada en The Washington Post, que atribuía el reciente declive de las poblaciones de aves -en sus palabras, el "silenciamiento de las aves"- al uso excesivo de pesticidas. Ese fue también el año del "Gran escándalo de los arándanos": las cosechas de 1957, 1958 y 1959 de arándanos rojos de Estados Unidos. En 1957, 1958 y 1959, se descubrió que las cosechas estadounidenses de arándanos rojos contenían altos niveles del herbicida aminotriazol (que provocaba cáncer en ratas de laboratorio), y se suspendió la venta de todos los productos de arándanos rojos. Carson asistió a las audiencias posteriores de la FDA sobre la revisión de la normativa de pesticidas; salió desalentada por las tácticas agresivas de los representantes de la industria química, que incluían testimonios de expertos que contradecían firmemente la mayor parte de la literatura científica que ella había estado estudiando. También se preguntaba sobre los posibles "incentivos económicos que se esconden tras ciertos programas de plaguicidas".
La investigación en la Library of Medicine de los Institutos Nacionales de Salud puso a Carson en contacto con investigadores médicos que estudiaban toda la gama de sustancias químicas cancerígenas. Especialmente importante fue el trabajo del investigador del Instituto Nacional del Cáncer y director fundador de la sección de cáncer ambiental Wilhelm Hueper, que clasificó muchos pesticidas como carcinógenos. Carson y su ayudante de investigación Jeanne Davis, con la ayuda de la bibliotecaria del NIH Dorothy Algire, encontraron pruebas que apoyaban la conexión entre pesticidas y cáncer; para Carson, las pruebas de la toxicidad de una amplia gama de pesticidas sintéticos eran claras, aunque tales conclusiones eran muy controvertidas más allá de la pequeña comunidad de científicos que estudiaban la carcinogénesis de los pesticidas.
En 1960, Carson ya tenía material de investigación más que suficiente y la redacción avanzaba rápidamente. Además de la exhaustiva búsqueda bibliográfica, había investigado cientos de incidentes individuales de exposición a pesticidas y las enfermedades humanas y daños ecológicos resultantes. Sin embargo, en enero, una úlcera duodenal seguida de varias infecciones la mantuvo postrada en cama durante semanas, retrasando enormemente la finalización de Primavera silenciosa. Cuando estaba a punto de recuperarse del todo en marzo (justo cuando terminaba los borradores de los dos capítulos de su libro dedicados al cáncer), descubrió quistes en el pecho izquierdo, uno de los cuales hizo necesaria una mastectomía. Aunque su médico calificó el procedimiento de precaución y no le recomendó ningún otro tratamiento, en diciembre Carson descubrió que el tumor era maligno y que el cáncer se había metastatizado. Su investigación también se vio retrasada por el trabajo de revisión de una nueva edición de El mar que nos rodea y por un ensayo fotográfico en colaboración con Erich Hartmann. La mayor parte de la investigación y de la redacción se terminó en otoño de 1960, excepto la discusión de las investigaciones recientes sobre control biológico de plagas y las investigaciones de un puñado de nuevos pesticidas. Sin embargo, nuevos problemas de salud retrasaron las revisiones finales en 1961 y principios de 1962. Mientras escribía el libro, Carson optó por ocultar su enfermedad para que las empresas de pesticidas no pudieran utilizarla en su contra (le preocupaba que si las empresas lo sabían, lo utilizarían como munición para hacer que su libro pareciera poco fiable y tendencioso).

## Ecologismo de base y la EPA
La obra de Carson tuvo un fuerte impacto en el movimiento ecologista. En particular, su libro Primavera silenciosa fue un punto de encuentro para el incipiente movimiento social de los años sesenta. Según la ingeniera medioambiental y estudiosa de Carson H. Patricia Hynes, "Primavera silenciosa alteró el equilibrio de poder en el mundo. Nadie desde entonces sería capaz de vender la contaminación como el reverso necesario del progreso de forma tan fácil y acrítica." La obra de Carson, y el activismo que inspiró, son responsables, al menos en parte, del movimiento de ecología profunda y de la fuerza general del movimiento ecologista de base desde la década de 1960. También influyó en el auge del ecofeminismo y en muchas científicas feministas.
Aunque sigue sin haber pruebas de que Carson fuera abiertamente una activista por los derechos de la mujer, su trabajo y sus posteriores críticas han dejado un legado icónico para el movimiento ecofeminista. Los ataques a la credibilidad de Carson incluyeron críticas a sus credenciales en las que se la tachaba de "aficionada." Se dijo que sus escritos eran demasiado "emocionales". Los estudiosos ecofeministas sostienen que no sólo se utilizó una retórica de género para pintar a Carson como una histérica, sino que se hizo porque sus argumentos desafiaban la producción capitalista de las grandes corporaciones agroindustriales. Otros, como Yaakov Garb, sugieren que además de no ser una activista por los derechos de las mujeres, Carson tampoco tenía una agenda anticapitalista y que tales ataques eran injustificados. Además, a menudo se cuestiona la forma en que se utilizaron las fotos de Carson para retratarla, ya que son pocas las representaciones en las que aparece realizando trabajos típicos de una científica, y sí en cambio sus actividades de ocio.
El legado más directo de Carson en el movimiento ecologista fue la campaña para prohibir el DDT en Estados Unidos (y los esfuerzos relacionados para prohibir o limitar su uso en todo el mundo). Aunque la preocupación medioambiental por el DDT ya había sido tenida en cuenta por las agencias gubernamentales en el testimonio de Carson ante el Comité Asesor Científico del Presidente, la creación en 1967 del Fondo de Defensa Medioambiental fue el primer hito significativo de la campaña contra el DDT. La organización presentó demandas contra el Gobierno para "establecer el derecho de los ciudadanos a un medio ambiente limpio", y los argumentos empleados contra el DDT reflejaban en gran medida los de Carson. En 1972, el Fondo de Defensa del Medio Ambiente y otros grupos activistas habían conseguido que se eliminara el uso del DDT en Estados Unidos (salvo en casos de emergencia).
La creación de la Agencia de Protección Ambiental de Estados Unidos (EPA) por la Administración Nixon en 1970 abordó otra de las preocupaciones que Carson había sacado a la luz. Hasta entonces, la misma agencia (el USDA) era responsable tanto de regular los pesticidas como de promover las preocupaciones de la industria agrícola; Carson consideraba que esto era un conflicto de intereses, ya que la agencia no era responsable de los efectos sobre la vida salvaje u otras preocupaciones medioambientales más allá de la política agrícola. Quince años después de su creación, un periodista describió la EPA como "la sombra alargada de Primavera silenciosa". Gran parte de los primeros trabajos de la agencia, como la aplicación de la Ley Federal de Insecticidas, Fungicidas y Rodenticidas de 1972, estaban directamente relacionados con la obra de Carson.
En la década de 1980, las políticas de la Administración Reagan hicieron hincapié en el crecimiento económico, haciendo retroceder muchas de las políticas medioambientales adoptadas en respuesta a Carson y su trabajo.

## Eponimia
El asteroide (6572) Carson fue nombrado así en su memoria.